# Khu tự do Jebel Ali
Khu tự do Jebel Ali (Jafza; tiếng Ả Rập: المنطقة الحرّة لجبل علي al-Munṭaqa al-Ḥurra le Jabal ʿAlī) là một khu kinh tế tự do nằm trong khu vực Jebel Ali ở cực tây của Dubai, Các Tiểu vương quốc Ả Rập Thống nhất, gần Abu Dhabi. Được tạo ra theo Nghị định của tiểu vương, Jafza bắt đầu hoạt động vào năm 1985 với các đơn vị văn phòng và kho có kích thước tiêu chuẩn để cung cấp các cơ sở được xây dựng sẵn cho khách hàng. Năm 1990, Jafza mở rộng các cơ sở của mình để bao gồm các đơn vị công nghiệp nhẹ. Đây là khu vực miễn phí lớn nhất thế giới.

## Khả năng tiếp cận
Jafza trải rộng trên 57 km² ở cả hai bên đường Sheikh Zayed và có thể đến bằng đường bộ hoặc các trạm Danube và UAE Exchange của tuyến Red Line của tàu điện ngầm Dubai.

## Kinh tế
Hơn 7.000 công ty toàn cầu có trụ sở tại Jafza. Điều này bao gồm khoảng 100 trong số 500 công ty trong danh sách Fortune Global 500. Jafza chiếm gần 32% tổng vốn FDI (Đầu tư trực tiếp nước ngoài) vào nước này. Khu vực tự do đóng góp 21% GDP của Dubai hàng năm và nó duy trì việc làm của hơn 144.000 người tại Các Tiểu vương quốc Ả Rập Thống nhất. Năm 2015, Jafza tạo ra thương mại trị giá 87,6 tỷ USD.